# Gary Grigsby’s World at War
Gary Grigsby’s World at War – komputerowa strategiczna gra turowa w realiach II wojny światowej, wyprodukowana przez 2BY3 Games i wydana w 2005 przez Matrix Games.

## Rozgrywka
W Gary Grigsby’s World at War gracz może zmienić losy II wojny światowej. Gra oferuje cztery kampanie – Wiosna 1940, Lato 1941, Wiosna 1942, Lato 1943 trwające do końca wojny, 350 obszarów na mapie świata, pięć nacji (Niemcy, Japonia, Związek Radziecki, Alianci, Chiny) dostępnych dla gracza oraz ponad 38 krajów biorących udział w wojnie, niedostępnych dla gracza. Gra zawiera ponad 15 jednostek powietrznych, lądowych i morskich. Każda jednostka opisana jest w maksymalnie 14 atrybutach.